# سرکنسولگری روسیه در رشت
کنسول‌گری فدراسیون روسیه در رشت نمایندگی دیپلماتیک روسیه در رشت، استان گیلان ایران است. در حال حاضر کنسانتین آلکسیف سرکنسول و آقای آندرئی الکساندروویچ آلنکین معاونت این سرکنسولگری را بر عهده دارند   و حوزه فعالیت آن در پنج استان گیلان، مازندران، گلستان، اردبیل و آذربایجان شرقی است.  این کنسولگری روزانه پذیرای متقاضیان روادید است.

## تاریخچه
ساختمان این کنسول‌گری با ۳۰۰ سال قدمت در زمینی به مساحت ۲۲ هزار و ۸۵۰ متر مربع در خیابان پاسداران رشت (محله پل عراق) واقع است. کنسولگری تا قبل از انقلاب فعال و محل انجام خدمات کنسولی بود ولی بعد از انقلاب متوقف شد و فقط نمایندگانی از سفارت روسیه در تهران برای حفظ و نگهداری آن در ساختمان بودند.

### سرکونسول ها
- ولادیمیر ایوانینکو از ؟ تا مرداد 1395
- ماکسیم آناتولییویچ بارانوف تا از مرداد 1390 تا بهمن 1394
- کنسانتین آلکسیف سرکنسول از بهمن 1394

## بازگشایی مجدد
کنسول‌گری اتحاد جماهیر شوروی در رشت در سال ۱۳۵۸ چند ماه پس از انقلاب اسلامی تعطیل شد و بعد از ۲۷ سال در ۱۵ اسفند ۱۳۸۵ بازگشایی شده و  به سرکنسول‌گری ارتقا یافت. ولادیمیرایوانویچ ایوانینکو اولین سرکنسول روسیه در رشت بعد از انقلاب شد. و  در حال حاضر ماکسیم آناتولییویچ بارانوف سرکنسول فدراسیون روسیه در رشت است.
گفته شده این کنسول‌گری در سال ۸۷ هدف حمله خرابکاران بود که خنثی شد.

## خواهرخواندگی رشت و شهرهای روسیه
| نماد | شهر       |
| ---- | --------- |
|      | مسکو      |
|      | قازان     |
|      | آستاراخان |